# فلورنسیا لوزانو
 فلورنسیا لوزانو (انگلیسی: Florencia Lozano؛ زادهٔ ۱۶ دسامبر ۱۹۶۹) یک هنرپیشه اهل ایالات متحده آمریکا است. وی از سال ۱۹۹۷ میلادی تاکنون مشغول فعالیت بوده‌است.
از فیلم‌های معروف او می‌توان به بازی در فیلم کاملاً غریبه اشاره کرد.